# Handlebar Chronometer
Een handlebar chronometer is een klokje dat als accessoire te koop is en dat op het stuur van een custom motorfiets geplaatst kan worden.
Custom-motoren worden altijd zonder stroomlijnkuip geleverd, en hebben bovendien een minder uitgebreid dashboard dan andere motorfietsen. Daarom is een klokje bijna nooit standaard aanwezig.